# Alphonse Foy
Vincent Louis Alphonse Foy (* 14. April 1796 in Somme; † 15. Januar 1888 in Paris) war ein französischer Postmeister.
1844/45 baute Alphonse Foy mit Louis Clément François Breguet Frankreichs erste experimentelle Telegrafenlinie auf. Sie konstruierten dazu einen Zweinadel-Telegrafen, der die Semaphoren von Claude Chappe nachahmte.
Sein Vorschlag von 1845, eine Telegrafen-Schule einzurichten, wurde verworfen und erst 1878 wieder aufgegriffen (die heutige Télécom ParisTech).

## Belege
1. ↑  https://www2.assemblee-nationale.fr/sycomore/fiche/%28num_dept%29/11374

| Personendaten    | Personendaten                                    |
| ---------------- | ------------------------------------------------ |
| NAME             | Foy, Alphonse                                    |
| ALTERNATIVNAMEN  | Foy, Vincent Louis Alphonse (vollständiger Name) |
| KURZBESCHREIBUNG | französischer Postmeister                        |
| GEBURTSDATUM     | 14. April 1796                                   |
| GEBURTSORT       | Somme                                            |
| STERBEDATUM      | 15. Januar 1888                                  |
| STERBEORT        | Paris                                            |